# Savignac-les-Églises
Pour les articles homonymes, voir Savignac.
Savignac-les-Églises est une commune française située dans le département de la Dordogne, en région Nouvelle-Aquitaine.
De 1790 à 2015 la commune était le chef-lieu du canton de Savignac-les-Églises.

## Géographie

### Généralités
Incluse dans l'aire d'attraction de Périgueux et chef lieu de canton, la commune de Savignac-les-Églises est traversée de l'est au sud par l'Isle, principal affluent de la Dordogne.
Le bourg de Savignac, établi sur la rive droite de l'Isle, est situé, en distances orthodromiques, 13 kilomètres au sud-ouest d'Excideuil et 18 kilomètres au nord-est de Périgueux, au croisement des routes départementales 4, 68 et 705 (l'ancienne route nationale 705).
La commune est également desservie au nord par la route départementale 74.

### Communes limitrophes
Savignac-les-Églises est limitrophe de sept autres communes.
|                               | Saint-Jory-las-Bloux     | Coulaures                 |
| Sorges et Ligueux en Périgord | Savignac-les-Églises     | Mayac                     |
| Sarliac-sur-l'Isle            | Saint-Vincent-sur-l'Isle | Cubjac-Auvézère-Val d'Ans |

### Géologie et relief

#### Géologie
Situé sur la plaque nord du Bassin aquitain et bordé à son extrémité nord-est par une frange du Massif central, le département de la Dordogne présente une grande diversité géologique. Les terrains sont disposés en profondeur en strates régulières, témoins d'une sédimentation sur cette ancienne plate-forme marine. Le département peut ainsi être découpé sur le plan géologique en quatre gradins différenciés selon leur âge géologique. Savignac-les-Églises est située dans le deuxième gradin à partir du nord-est, un plateau formé de roches calcaires très dures du Jurassique que la mer a déposées par sédimentation chimique carbonatée, en bancs épais et massifs.
Elle est à la fois dans le causse de Cubjac et le causse de Savignac, qui, avec le causse de Thenon, forment un ensemble de collines karstifiées dans les calcaires liasiques et jurassiques à l'est de Périgueux jusqu'à Excideuil et Thenon, d'environ 30 km N-S et 15 km O-E, coupé par les vallées de l'Isle, de l'Auvézère et de la Loue.
Les couches affleurantes sur le territoire communal sont constituées de formations superficielles du Quaternaire datant du Cénozoïque et de roches sédimentaires du Mésozoïque. La formation la plus ancienne, notée j3a-b, date du Bathonien inférieur à moyen, une alternance de calcaires micritiques gris cryptocristallins avec des argiles parfois ligniteuses ou des marnes noires (formation d'Ajat). La formation la plus récente, notée CFp, fait partie des formations superficielles de type colluvions indifférenciées de versant, de vallon et plateaux issues d'alluvions, molasses, altérites. Le descriptif de ces couches est détaillé dans  la feuille « no 759 - Périgueux (est) » de la carte géologique au 1/50 000 de la France métropolitaine, et sa notice associée.

Carte géologique de Savignac-les-Églises.

#### Relief et paysages

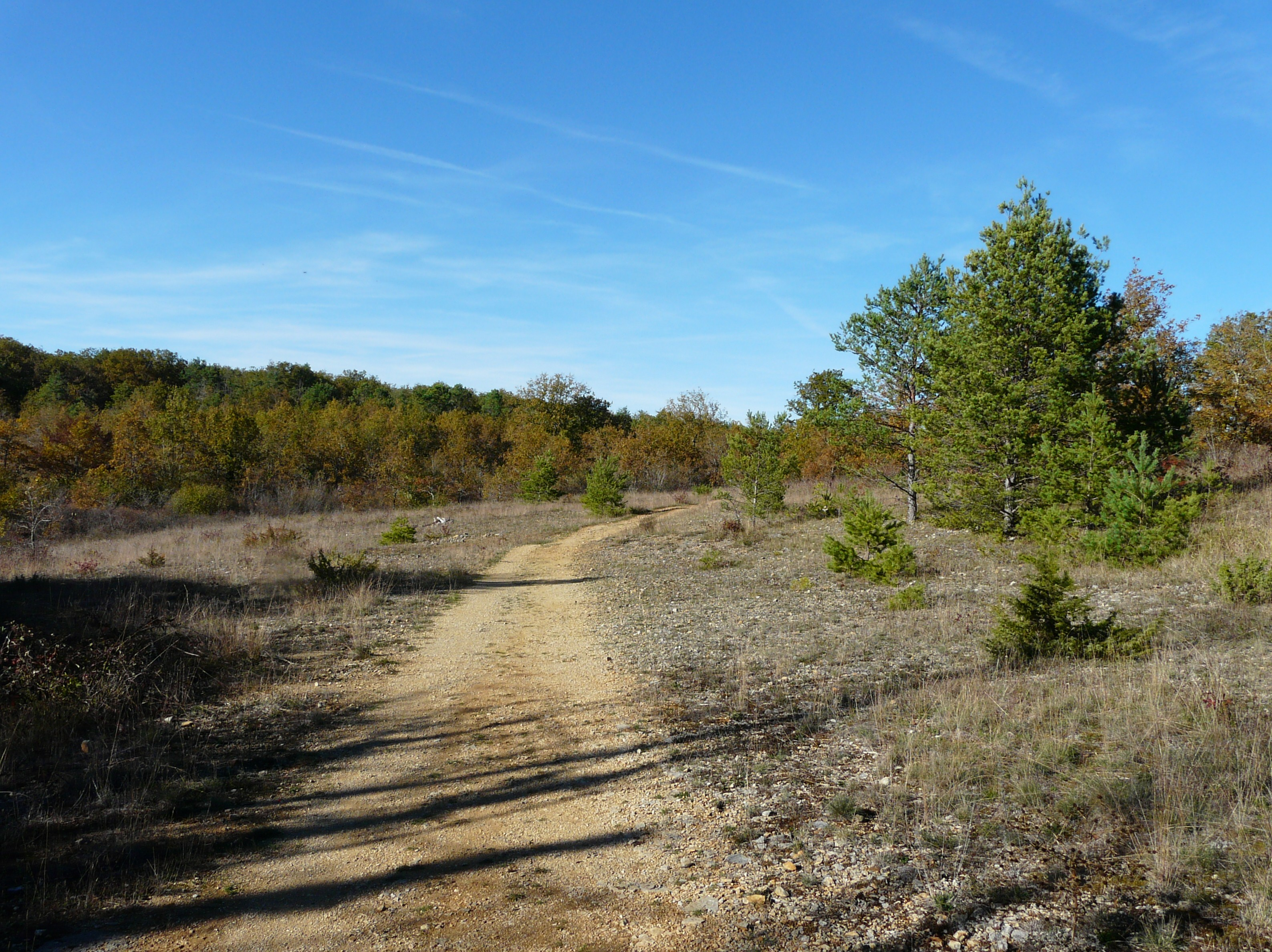
L'ancien terrain militaire sur le causse de Savignac.

Le département de la Dordogne se présente comme un vaste plateau incliné du nord-est (491 m, à la forêt de Vieillecour dans le Nontronnais, à Saint-Pierre-de-Frugie) au sud-ouest (2 m à Lamothe-Montravel). L'altitude du territoire communal varie quant à elle entre 105 mètres au sud, là où l'Isle quitte la commune pour entrer sur celle de Saint-Vincent-sur-l'Isle, et 234 mètres à l'extrême sud-est, à quelques dizaines de mètres de la limite avec la commune de Cubjac-Auvézère-Val d'Ans (territoire de l'ancienne commune de La Boissière-d'Ans), sur les hauteurs qui séparent les vallées de l'Isle et de l'Auvézère.
Dans le cadre de la Convention européenne du paysage entrée en vigueur en France le 1er juillet 2006, renforcée par la loi du 8 août 2016 pour la reconquête de la biodiversité, de la nature et des paysages, un atlas des paysages de la Dordogne a été élaboré sous maîtrise d’ouvrage de l’État et publié en octobre 2020. Les paysages du département s'organisent en huit unités paysagères,. La commune fait partie du Périgord central, un paysage vallonné, aux horizons limités par de nombreux bois, plus ou moins denses, parsemés de prairies et de petits champs.
La superficie cadastrale de la commune publiée par l'Insee, qui sert de référence dans toutes les statistiques, est de 21,90 km2,,. La superficie géographique, issue de la BD Topo, composante du Référentiel à grande échelle produit par l'IGN, est quant à elle de 22,82 km2.

### Hydrographie

#### Réseau hydrographique
La commune est située dans le bassin de la Dordogne au sein du Bassin Adour-Garonne. Elle est drainée par un unique cours d'eau, l'Isle,.
L'Isle, d'une longueur totale de 255,29 km, prend sa source dans la Haute-Vienne dans la commune de Janailhac et se jette dans la Dordogne — dont elle est le principal affluent — en rive droite face à Arveyres, en limite de Fronsac et de Libourne,. Elle traverse la commune de l'est au sud sur six kilomètres dont deux kilomètres et demi servent de limite naturelle en deux tronçons, face à Mayac et Saint-Vincent-sur-l'Isle.

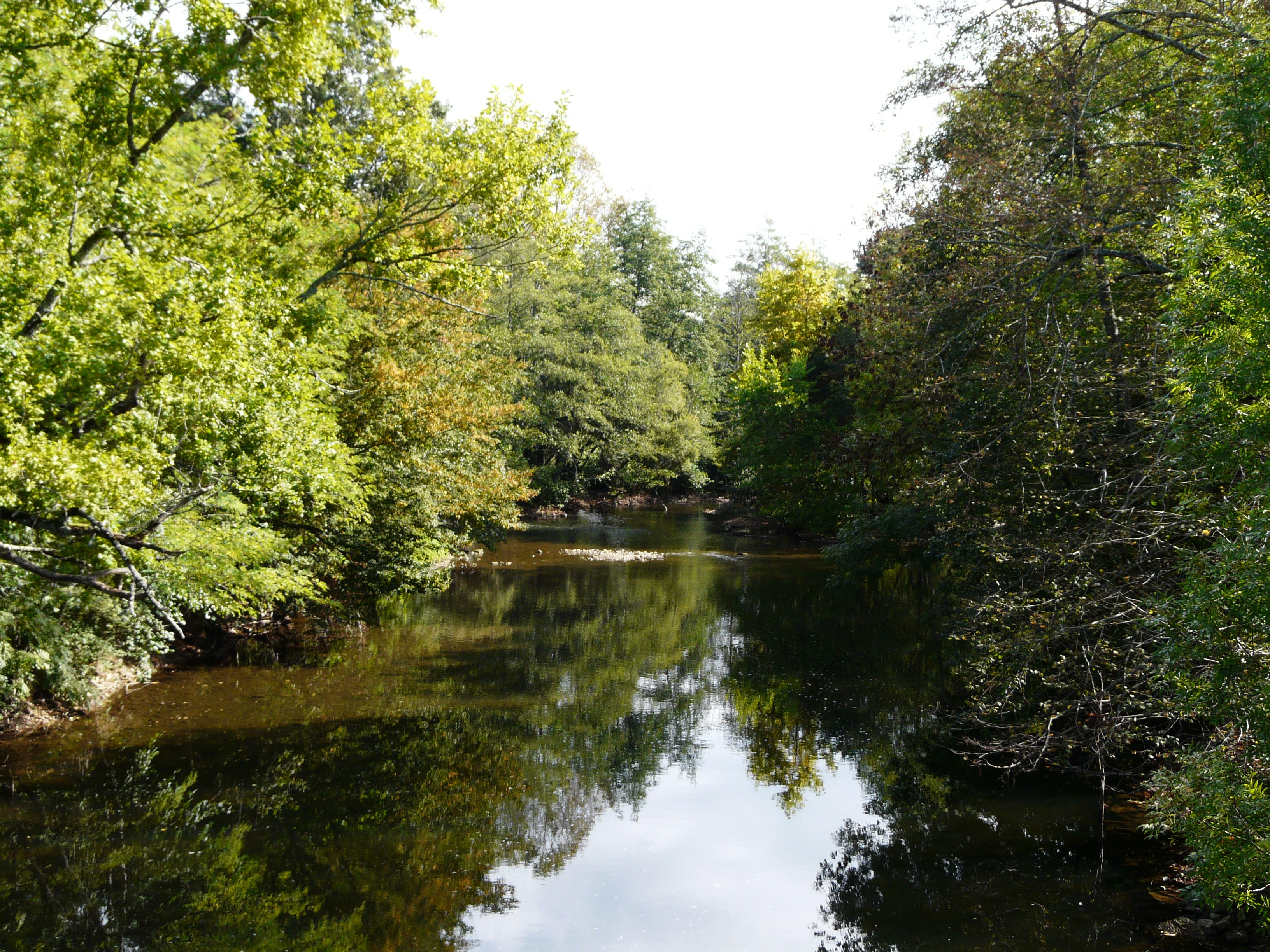
L'Isle en amont du pont de la RD 68.
Réseaux hydrographique et routier de Savignac-les-Églises.

#### Gestion et qualité des eaux
Le territoire communal est couvert par le schéma d'aménagement et de gestion des eaux (SAGE) « Isle - Dronne ». Ce document de planification, dont le territoire regroupe les bassins versants de l'Isle et de la Dronne, d'une superficie de 7 500 km2, a été approuvé le 2 août 2021. La structure porteuse de l'élaboration et de la mise en œuvre est l'établissement public territorial de bassin de la Dordogne (EPIDOR). Il définit sur son territoire les objectifs généraux d’utilisation, de mise en valeur et de protection quantitative et qualitative des ressources en eau superficielle et souterraine, en respect des objectifs de qualité définis dans le troisième SDAGE  du Bassin Adour-Garonne qui couvre la période 2022-2027, approuvé le 10 mars 2022.
La qualité des eaux de baignade et des cours d’eau peut être consultée sur un site dédié géré par les agences de l’eau et l’Agence française pour la biodiversité.

### Climat
Pour des articles plus généraux, voir Climat de la Nouvelle-Aquitaine et Climat de la Dordogne.
En 2010, le climat de la commune est de type climat océanique altéré, selon une étude s'appuyant sur une série de données couvrant la période 1971-2000. En 2020, Météo-France publie une typologie des climats de la France métropolitaine dans laquelle la commune est toujours exposée à un climat océanique altéré et est dans une zone de transition entre les régions climatiques « Aquitaine, Gascogne » et « Ouest et nord-ouest du Massif Central ». La première est caractérisée par une pluviométrie abondante au printemps, modérée en automne, un faible ensoleillement au printemps, un été chaud (19,5 °C), des vents faibles, des brouillards fréquents en automne et en hiver et des orages fréquents en été (15 à 20 jours).  La seconde présente une pluviométrie annuelle de 900 à 1 500 mm, maximale en automne et en hiver.
Pour la période 1971-2000, la température annuelle moyenne est de 11,9 °C, avec  une amplitude thermique annuelle de 15,6 °C. Le cumul annuel moyen de précipitations est de 951 mm, avec 12,6 jours de précipitations en janvier et 7,4 jours en juillet. Pour la période 1991-2020, la température moyenne annuelle observée sur la station météorologique la plus proche, située sur la commune de Bassillac et Auberoche à 13 km à vol d'oiseau, est de 13,1 °C et le cumul annuel moyen de précipitations est de 480,0 mm. Pour l'avenir, les paramètres climatiques de la commune estimés pour 2050 selon différents scénarios d’émission de gaz à effet de serre sont consultables sur un site dédié publié par Météo-France en novembre 2022.

### Milieux naturels et biodiversité

#### Espaces protégés
La protection réglementaire est le mode d’intervention le plus fort pour préserver des espaces naturels remarquables et leur biodiversité associée,.
La commune fait partie du bassin de la Dordogne, un territoire d'une superficie de 24 000 km2 reconnu réserve de biosphère par l'UNESCO en juillet 2012 et se situe à la fois dans sa « zone tampon » et dans sa « zone de transition ».

#### Réseau Natura 2000
Le réseau Natura 2000 est un réseau écologique européen de sites naturels d'intérêt écologique élaboré à partir des directives habitats et oiseaux, constitué de zones spéciales de conservation (ZSC) et de zones de protection spéciale (ZPS).
Aucun site Natura 2000 n'a été défini sur la commune.

#### Zones naturelles d'intérêt écologique, faunistique et floristique

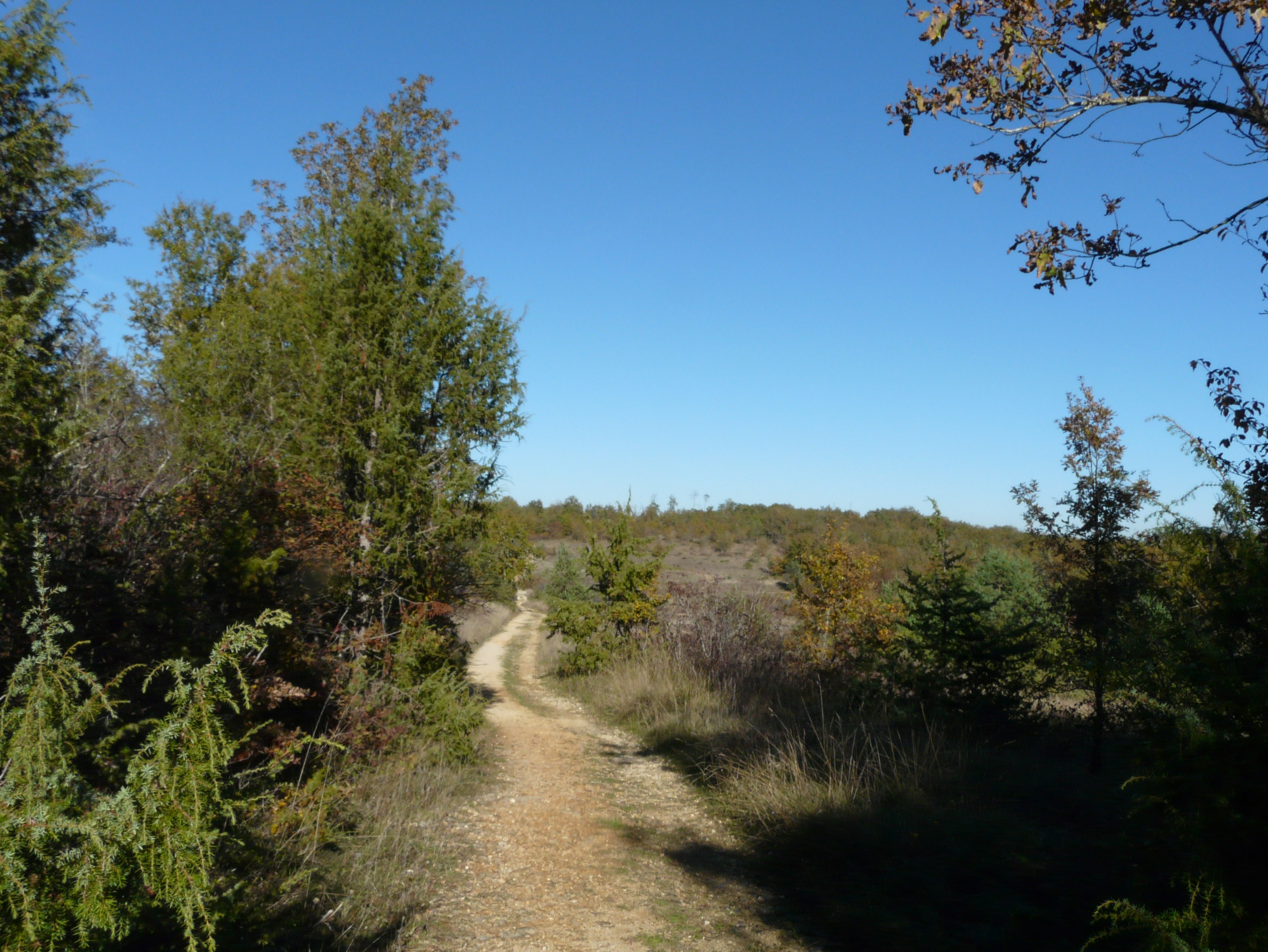
Le causse de Savignac à Savignac-les-Églises.

L'inventaire des zones naturelles d'intérêt écologique, faunistique et floristique (ZNIEFF) a pour objectif de réaliser une couverture des zones les plus intéressantes sur le plan écologique, essentiellement dans la perspective d’améliorer la connaissance du patrimoine naturel national et de fournir aux différents décideurs un outil d’aide à la prise en compte de l’environnement dans l’aménagement du territoire.
En 2022 deux ZNIEFF sont recensées sur la commune d’après l'INPN.
Ces ZNIEFF de type 2 sont des zones calcaires boisées :
- le « causse de Cubjac » concerne les coteaux en rive droite de l'Auvézère et ceux en rive gauche de l'Isle et de son affluent, la Loue, sur treize communes, depuis Escoire au sud-ouest jusqu'à Saint-Raphaël au nord-est, et notamment en rive gauche de l'Isle, les coteaux au sud de la commune s'étendant sur plus de 4 km2[31]. L'intérêt majeur de cette ZNIEFF réside dans la présence d'une espèce déterminante de plantes, la Spirée à feuilles de millepertuis (Spiraea hypericifolia subsp. obovata), et une autre espèce de plantes protégée au titre de la Directive habitats de l'Union européenne, le Poirier à feuilles en cœur (Pyrus cordata)[32] ;
- le « causse de Savignac » concerne les coteaux en rive droite de l'Isle, sur huit communes, depuis Sarliac-sur-l'Isle au sud-ouest jusqu'à Négrondes au nord, et notamment les coteaux au nord de la commune s'étendant sur environ 14 km2[33]. L'intérêt majeur de cette ZNIEFF réside dans la présence de la même espèce déterminante de plantes : la Spirée à feuilles de millepertuis[34].

## Urbanisme

### Typologie
Au 1er janvier 2024, Savignac-les-Églises est catégorisée commune rurale à habitat dispersé, selon la nouvelle grille communale de densité à 7 niveaux définie par l'Insee en 2022.
Elle est située hors unité urbaine. Par ailleurs la commune fait partie de l'aire d'attraction de Périgueux, dont elle est une commune de la couronne,. Cette aire, qui regroupe 49 communes, est catégorisée dans les aires de 50 000 à moins de 200 000 habitants,.

### Occupation des sols
L'occupation des sols de la commune, telle qu'elle ressort de la base de données européenne d’occupation biophysique des sols Corine Land Cover (CLC), est marquée par l'importance des forêts et milieux semi-naturels (68,2 % en 2018), une proportion sensiblement équivalente à celle de 1990 (68,7 %). La répartition détaillée en 2018 est la suivante : 
forêts (68,2 %), zones agricoles hétérogènes (27,8 %), mines, décharges et chantiers (2,2 %), zones urbanisées (1,4 %), cultures permanentes (0,4 %). L'évolution de l’occupation des sols de la commune et de ses infrastructures peut être observée sur les différentes représentations cartographiques du territoire : la carte de Cassini (XVIIIe siècle), la carte d'état-major (1820-1866) et les cartes ou photos aériennes de l'IGN pour la période actuelle (1950 à aujourd'hui).

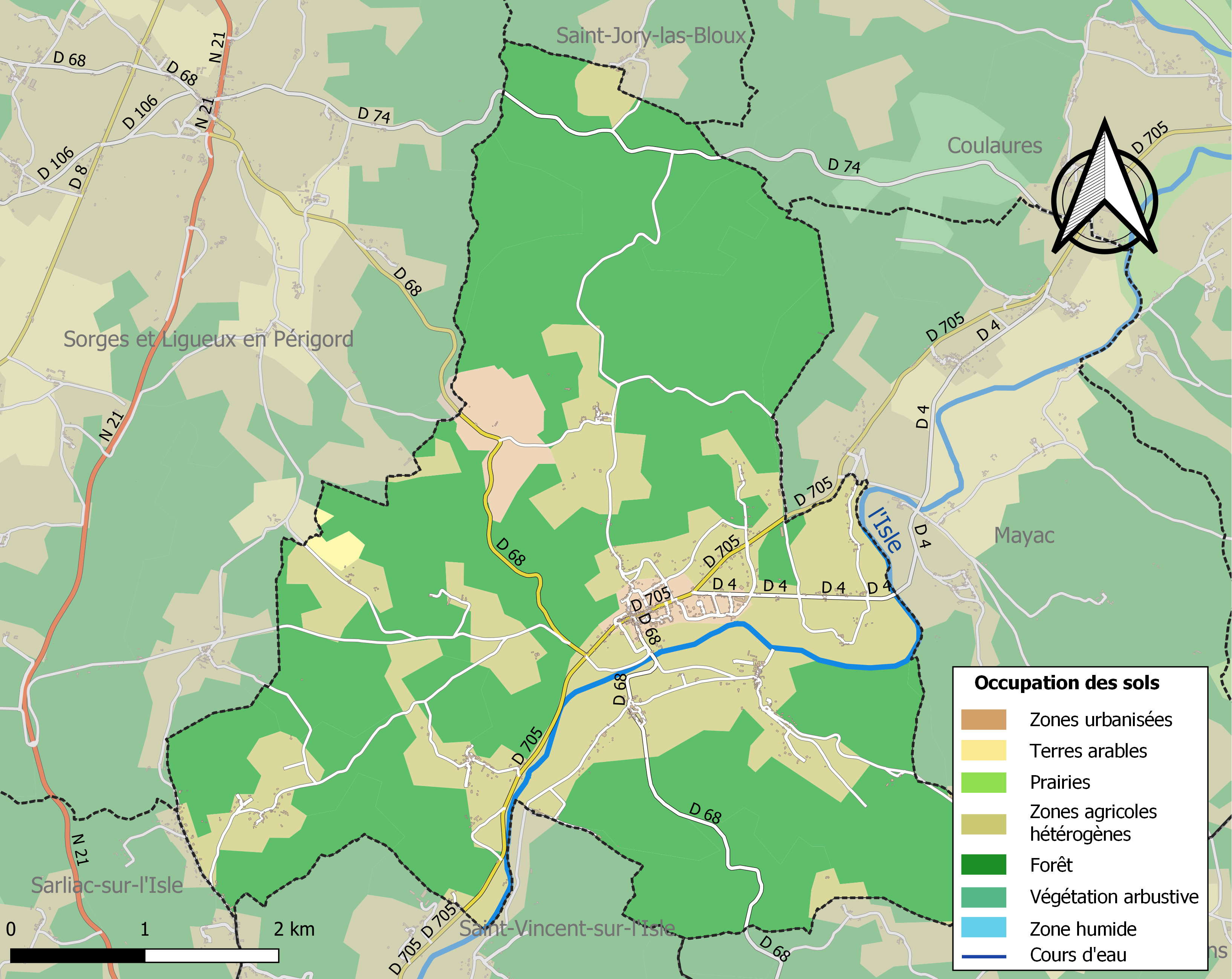
Carte des infrastructures et de l'occupation des sols de la commune en 2018 (CLC).

### Prévention des risques

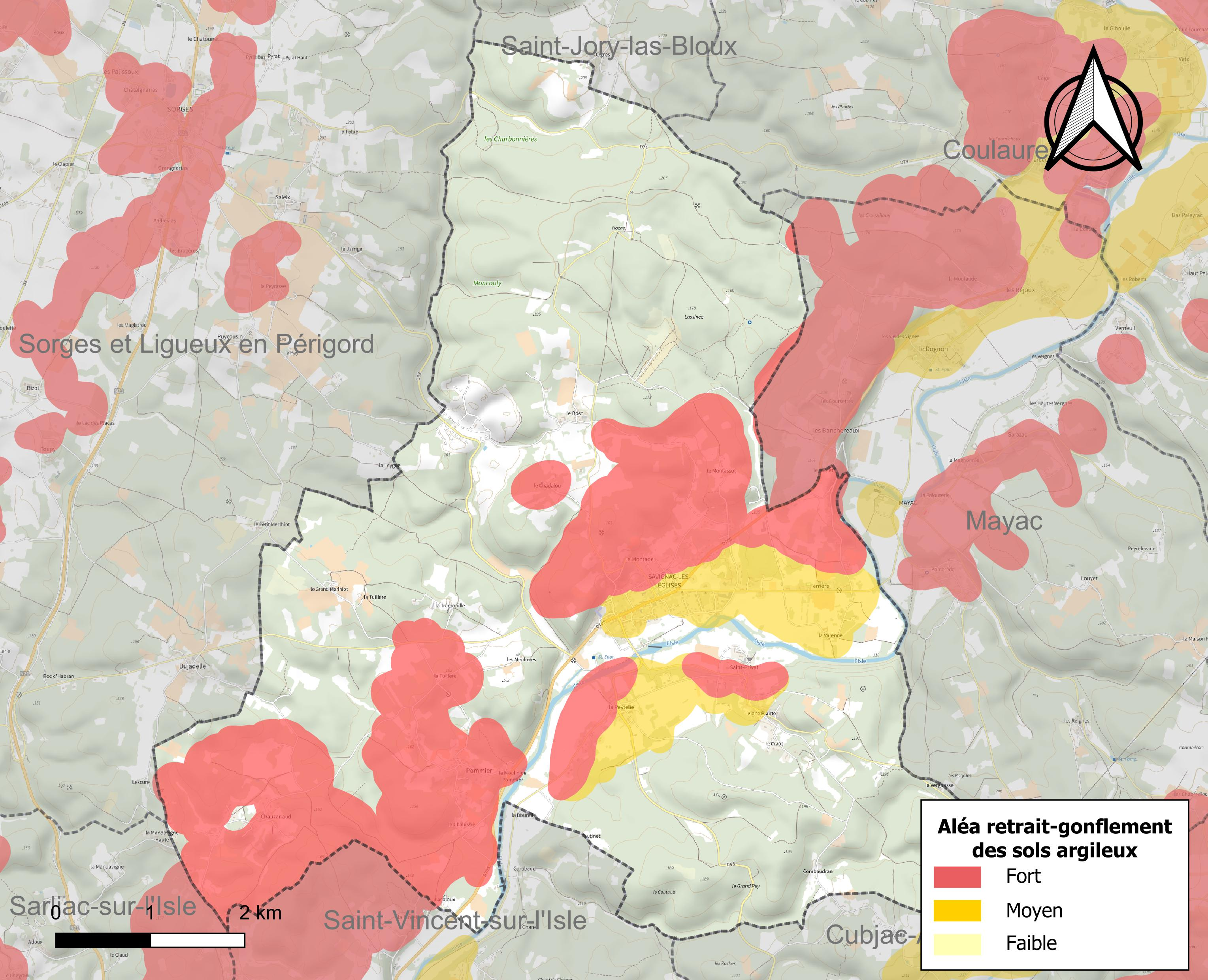
Carte des zones d'aléa retrait-gonflement des sols argileux de Savignac-les-Églises.

Le territoire de la commune de Savignac-les-Églises est vulnérable à différents aléas naturels : météorologiques (tempête, orage, neige, grand froid, canicule ou sécheresse), inondations, feux de forêts, mouvements de terrains et séisme (sismicité très faible). Un site publié par le BRGM permet d'évaluer simplement et rapidement les risques d'un bien localisé soit par son adresse soit par le numéro de sa parcelle.
Certaines parties du territoire communal sont susceptibles d’être affectées par le risque d’inondation par débordement de cours d'eau, notamment l'Isle. La commune a été reconnue en état de catastrophe naturelle au titre des dommages causés par les inondations et coulées de boue survenues en 1982, 1993, 1999, 2007 et 2009,.
Savignac-les-Églises est exposée au risque de feu de forêt. L’arrêté préfectoral du 14 mars 2013 fixe les conditions de pratique des incinérations et de brûlage dans un objectif de réduire le risque de départs d’incendie. À ce titre, des périodes sont déterminées : interdiction totale du 15 février au 15 mai et du 15 juin au 15 octobre, utilisation réglementée du 16 mai au 14 juin et du 16 octobre au 14 février. En septembre 2020, un plan inter-départemental de protection des forêts contre les incendies (PidPFCI) a été adopté pour la période 2019-2029,.
Les mouvements de terrains susceptibles de se produire sur la commune sont des tassements différentiels. Le retrait-gonflement des sols argileux est susceptible d'engendrer des dommages importants aux bâtiments en cas d’alternance de périodes de sécheresse et de pluie. 33,7 % de la superficie communale est en aléa moyen ou fort (58,6 % au niveau départemental et 48,5 % au niveau national métropolitain). Depuis le 1er octobre 2020, en application de la loi ÉLAN, différentes contraintes s'imposent aux vendeurs, maîtres d'ouvrages ou constructeurs de biens situés dans une zone classée en aléa moyen ou fort,.
La commune a été reconnue en état de catastrophe naturelle au titre des dommages causés par la sécheresse en 1992, 1995 et 2011 et par des mouvements de terrain en 1999.

### Énergie
La communauté de communes Causses et Rivières en Périgord a acheté à l'armée en 2008 un ancien terrain militaire au cœur du causse de Savignac et l'a aménagé pour des loisirs sportifs. Un parc photovoltaïque de 25 hectares, la « centrale solaire des Crouzilloux », y est prévu. De 1930 jusqu'aux années 1960, le site était utilisé par les garnisons de Périgueux et n'a été dépollué que partiellement et des restes d'explosifs y subsistent ; de ce fait, la mise en service de la centrale solaire est repoussée à l'été 2024.

## Toponymie

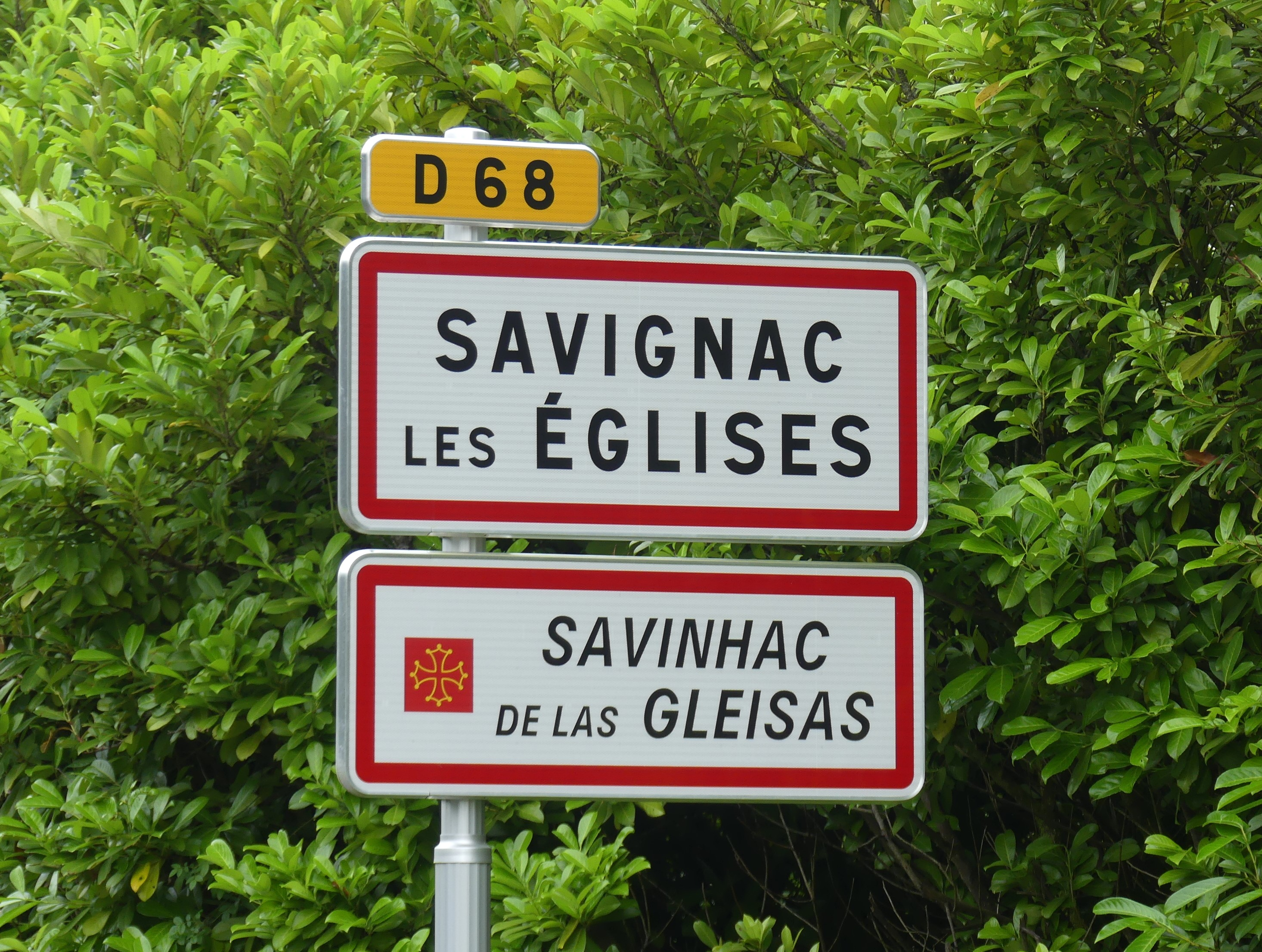
Panneau d'entrée au bourg de Savignac-les-Églises.

Le nom de la commune provient du nom d'un personnage d'origine gallo-romane, Sabinius, suivi du suffixe -acum, indiquant le « domaine de Sabinius ». La seconde partie du nom correspond au village établi autour des deux églises médiévales du lieu.
En occitan, la commune porte le nom de  Savinhac de las Gleisas,.

## Histoire

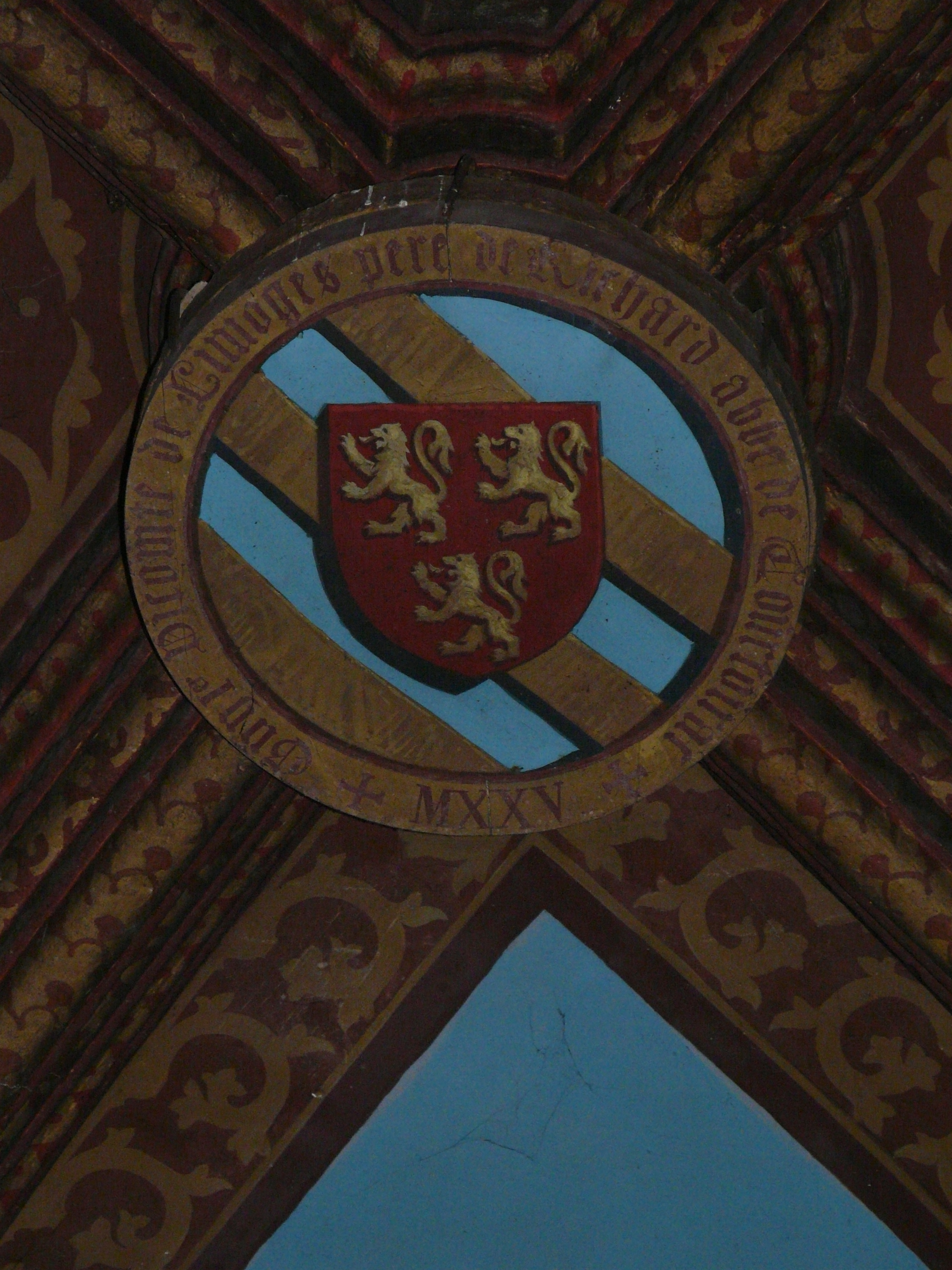
Clé de voûte du chœur de l'église Saint-Martin.

### Avant le Premier Empire
Le territoire communal est occupé dès le Moustérien, comme le prouvent les vestiges retrouvés dans l'abri de Pommier, sur les bords de l'Isle.
L'église actuelle dédiée à saint Martin porte en sa clé de voûte au-dessus du chœur un blason présentant : « d'azur à 3 cotices d'or au blason de Périgord brochant le tout » et la notice entourant celui-ci « Guy 1er Vicomte de Limoges père de Richard Abbé de Tourtoirac + MXXV + ». En effet, Richard était abbé de l'abbaye Saint-Pierre-ès-Liens de Tourtoirac qu'il aurait fondée au cours du XIe siècle. L'église de Savignac était sans doute un des premiers prieurés dépendant de l'abbaye. Ce pourraient être les vestiges d'un ex-voto à l'attention du vicomte Guy 1er qui a été inféodé suzerain de ce territoire au début des années 1030 pour contrebalancer l'autorité du comte du Périgord par le successeur de l'évêque Frotaire.
En 1120, la chapelle Saint-Christophe  est mentionnée sous le nom de Sanctus Christoforus de Savinhaco parmi la liste des biens de l'abbaye de Tourtoirac dans une bulle du Pape Calixte II. La paroisse de Savignac dépendait de la châtellenie d'Auberoche, elle-même dépendant du château d'Excideuil qui était une des résidence des vicomtes de Limoges.
En 1555, on parle de Savinhac. En 1680, la paroisse revient à la châtellenie des Bories et la famille de Saint-Astier qui y avait droit de basse, moyenne et haute justice. « Henri de Saint-Astier : Chevalier, seigneur des Bories et Sarliac, naquit en 1575 ; gentilhomme ordinaire de la chambre du roi Henri IV, il est qualifié haut et puissant seigneur ». En effet, depuis 1572, Henri de Navarre était héritier de la vicomté de Limoges.
Au XVIIe siècle, le village s'appelait Savignac-les-Deux-Églises. En 1724, Louis XV, par des lettres patentes, déclare : « avons créé et établi, créons et établissons, quatre foires : le mardi de la mi-carême, l'octave de la Saint Laurent, Saint Christophe, l'octave de la Saint Martin comme aussi un marché qui sera tenu tous les mardis de l'année perpétuellement et a toujours ». C'est à cette époque, entre 1720 et 1750, que semble être désaffectée la chapelle Saint-Christophe.
En 1794, la commune de Saint-Privat-d'Excideuil fusionne avec Savignac-les-Églises. Les villages de Saint-Privat, La Peytelie et La Bourrelie, forts de leur population de 75 feux (environ 200 habitants), gonflent la population communale. Saint-Privat et La Peytelie possèdent également leurs églises. La commune possède donc quatre lieux de culte : l'église paroissiale Saint-Martin, la chapelle Saint-Christophe, la chapelle Saint-Privat et la chapelle Notre-Dame du Mont Carmel. Il subsiste encore à cette époque, en 1794, les vestiges de l'ancienne chapelle de l'hôpital à l'entrée sud du bourg.

### La viticulture
Les communes des causses périgourdins connaissaient une importante activité liée à la culture de la vigne. L'ensemble des zones de causse était planté de vigne et ce jusqu'au moment où le phylloxéra a ravagé le vignoble français.
On appelait « vin de Sorges » le vin produit dans le canton de Savignac-les-Églises.
Présent depuis l'époque romaine, la vigne a perduré sur la commune jusqu'à nous jours. Le vin faisait partie de l'alimentation quotidienne des personnes et sa culture était un revenu non négligeable pour beaucoup de paysans. Le canton était très viticole jusqu'au milieu du XIXe siècle et l'arrivée des maladies de la vigne. Ces maladies, l'oïdium vers 1850, le phylloxéra vers 1863 et le mildiou vers 1896, commencent à toucher le vignoble français. L'oïdium et le mildiou se traitent grâce à la bouillie bordelaise. Le phylloxéra est plus problématique, touchant la commune vers 1870. Les parcelles ont été replantées avec des cépages américains dont les plus célèbres sont : le Noah, le Clinton, l'Herbemont, l'Isabelle, le Jacquez et l'Othello.
La culture de ces six cépages a été interdite, officiellement pour des raisons sanitaires. En effet, le taux de méthanol contenu dans le vin issu de ces cépages est plus élevé que dans celui de Vitis vinifera. Pourtant, une simple analyse permet de prouver que ce taux n'est pas si élevé qu'on le dit. D'autre part, seule la fermentation du jus de raisin peut produire le méthanol ; on peut donc manger le raisin ou boire le jus sans risque.
Le contexte politico-économique du début du XXe siècle, notamment la surproduction, a amené à remettre en question la culture de ces cépages (voir la révolte des vignerons du Languedoc en 1907). On peut imaginer que la légende du Noah « qui rend fou et aveugle » a aidé les paysans à abandonner ce cépage productif et facile à cultiver, ne nécessitant pas de traitements phytosanitaires. Dans des régions vinicoles telles que la région nantaise, productrice de muscadet, sa réputation de « vin qui rend fou » reste tenace encore aujourd'hui.
Sur l'ensemble de la commune subsistent des murs et des cabanes de pierres sèches. Parce que le travail de la vigne était réparti sur l'ensemble du territoire communal et du fait de sa présence sur le causse, il y avait abondance de pierres. Les générations successives ont constitué tous les murs de pierres sèches longeant les chemins lors de l'épierrage permanent réalisé dans les parcelles de vigne. C'est aussi l'origine de la construction de toutes les cabanes que l'on trouve aujourd'hui : simples abris de travail, remises à outils ou habitats temporaires lors des gros travaux exigés par l'entretien des vignes.
Durant la guerre de 1914-1918, un manque de bras n'a pas permis d'entretenir l'ensemble du vignoble. Beaucoup de parcelles difficiles ou trop éloignées ont été abandonnées et sont revenues à la forêt. Les surfaces en vigne ont continué à décliner jusqu'à la décision d'interdire six plants de vigne en raison de leur prétendue dangerosité. Il convient de se rappeler qu'on est à l'époque de la naissance des traitements phytosanitaires, la viticulture connaît aussi une crise de surproduction sans précédent. Après 15 années de tergiversations, l'État français crée en 1935 l'INAO pour tenter de mettre un semblant d'organisation dans la viticulture française. La première mesure consiste à rendre la production de certains cépages impropre à la consommation afin de résorber des excédents.
Depuis, le territoire cultivé a été utilisé par une agriculture de poly-élevage avec une diminution très importante des actifs agricoles.
L'arrivée en 1857 à Périgueux de la ligne de chemin de fer en provenance de Bordeaux, via Coutras, et la création ultérieure à Périgueux des ateliers de la  Compagnie du chemin de fer de Paris à Orléans ont encouragé l'exode rural.

### Le tramway
En 1888, la commune a vu la construction d'un autorail dénommé « Tacot ». Il prenait son départ à Périgueux, place Francheville, à destination d'Excideuil. Une gare a été construite au sud du bourg, à l'emplacement actuel de la place du Souvenir. La ligne venait de Périgueux, via Trélissac, Antonne-et-Trigonant et Sarliac, traversait la commune et continuait son parcours vers Excideuil. Le parcours de la voie se faisait sur le tracé de la route départementale 705 jusqu'à la sortie du bourg, puis la voie prenait la route dite de Mayac, avec la gare du Dognon. Les gares suivantes étaient celles de Coulaures, La Reille, Saint-Pantaly-d'Excideuil, Saint-Martial-d'Albarède et enfin Excideuil où la gare retrouvait la ligne de Thiviers à Saint-Aulaire en Corrèze pour rattraper une nouvelle ligne allant de Nexon à Brive-la-Gaillarde.
La ligne de tramway a été fermée en 1948, mais les rails et la gare existaient encore quelques années plus tard.
La gare possédait une activité voyageurs, mais aussi une grosse activité de fret, avec la présence d'une bascule pour peser les wagons. Celle-ci a été déconstruite au début des années 1950.
Cette ligne avait créé une nouvelle activité économique pour la commune : outre les agriculteurs qui pouvaient expédier plus facilement leur production vers les acheteurs, il y avait aussi une demande de fagots et de bois de chauffage pour la locomotive. Tout au long de la voie, des tas de bois étaient disposés. Ceux-ci faisait l'objet d'un contrat entre l'entreprise et les producteurs. Telle personne avait un contrat envers la Compagnie de chemins de fer départementaux (CFD) pour une quantité de bois à déposer le long de la voie, à un endroit donné, et cela au fil de l'année.
La ligne de tramway était aussi connue pour son arrêt à quelques centaines de mètres avant la gare de Savignac en provenance de Périgueux. Cet arrêt se faisait au lieu-dit Les Graves, proche de l'ancienne carrière désaffectée. Cet arrêt permettait de puiser de l'eau pour la chaudière de la locomotive. De nombreux enfants quittaient alors leur wagon pour finir le parcours à pied à destination de la gare… et se faisaient rattraper par le convoi juste avant leur arrivée.

## Politique et administration

### Rattachements administratifs et électoraux
La commune de Savignac-les-Églises (appelée Savignac dans un premier temps) est devenue, dès 1790, le chef-lieu du canton de Savignac qui dépendait du district d'Excideuil jusqu'en 1795, date de suppression des districts. En 1801, le canton, qui devient celui de Savignac-les-Églises, est alors rattaché à l'arrondissement de Périgueux.
Dans le cadre de la réforme de 2014 définie par le décret du 21 février 2014, ce canton disparaît aux élections départementales de mars 2015. La commune est alors rattachée au canton d'Isle-Loue-Auvézère, dont le bureau centralisateur se trouve à Excideuil.

### Intercommunalité
Fin 2003, Savignac-les-Églises intègre dès sa création la communauté de communes Causses et Rivières en Périgord.
Au 1er janvier 2017, Savignac-les-Églises quitte la communauté de communes Causses et Rivières en Périgord pour rejoindre la communauté d'agglomération Le Grand Périgueux.

### Administration municipale
La population de la commune étant comprise entre 500 et 1 499 habitants au recensement de 2017, quinze conseillers municipaux ont été élus en 2020,.

### Liste des maires
| Période                                  | Période        | Identité            | Étiquette   | Qualité                                                                               |
| ---------------------------------------- | -------------- | ------------------- | ----------- | ------------------------------------------------------------------------------------- |
| Les données manquantes sont à compléter. |                |                     |             |                                                                                       |
|                                          |                |                     |             |                                                                                       |
| 1947                                     | 1953           | François Château    |             |                                                                                       |
| 1953                                     | 1962           | M. Reverdel         |             | Directeur départemental des impôts en retraite                                        |
| 1962                                     | 1971           | Gilbert Fournier    |             | Officier (colonel) de l'armée française ancien gouverneur de la place forte de Saïgon |
| 1971                                     | mars 1983      | Pierre Delport      |             | Notaire                                                                               |
| mars 1983                                | juin 1995      | Jacques Mougnaud    | PS          | Professeur de faculté                                                                 |
| juin 1995                                | mars 2008      | Jean-Claude Pinault | PCF         | Agent administratif Conseiller général du canton de Savignac-les-Églises (1998-2015)  |
| mars 2008                                | juillet 2015   | Yveline Luc-Lopes   | SE puis DVG | Inspectrice principale des impôts                                                     |
| juillet 2015                             | septembre 2015 | Évelyne Roux        | DVD,        | Première adjointe faisant fonctions de maire                                          |
| septembre 2015 (réélue en mai 2020)      | En cours       | Évelyne Roux        | DVD         |                                                                                       |

### Jumelages
Ruente (Espagne).

## Équipements et services publics

### Justice
En 2023, dans le domaine judiciaire, Savignac-les-Églises relève : 
- du tribunal judiciaire, du tribunal pour enfants, du conseil de prud'hommes et du tribunal de commerce de Périgueux ;
- du pôle Nationalité du tribunal judiciaire de Périgueux (compétent uniquement dans le domaine de la nationalité) ;
- de la cour d'appel, du tribunal administratif et de la  cour administrative d'appel de Bordeaux.

## Population et société

### Démographie
L'évolution du nombre d'habitants est connue à travers les recensements de la population effectués dans la commune depuis 1793. Pour les communes de moins de 10 000 habitants, une enquête de recensement portant sur toute la population est réalisée tous les cinq ans, les populations de référence des années intermédiaires étant quant à elles estimées par interpolation ou extrapolation. Pour la commune, le premier recensement exhaustif entrant dans le cadre du nouveau dispositif a été réalisé en 2004.

En 2022, la commune comptait 947 habitants, en évolution de −4,44 % par rapport à 2016 (Dordogne : +0,37 %, France hors Mayotte : +2,11 %).
| 1793 | 1800 | 1806 | 1821 | 1831 | 1836 | 1841  | 1846  | 1851  |
| ---- | ---- | ---- | ---- | ---- | ---- | ----- | ----- | ----- |
| 970  | 916  | 927  | 984  | 995  | 990  | 1 037 | 1 030 | 1 014 |

| 1856  | 1861  | 1866 | 1872 | 1876 | 1881 | 1886 | 1891 | 1896 |
| ----- | ----- | ---- | ---- | ---- | ---- | ---- | ---- | ---- |
| 1 026 | 1 057 | 978  | 963  | 890  | 994  | 953  | 935  | 876  |

| 1901 | 1906 | 1911 | 1921 | 1926 | 1931 | 1936 | 1946 | 1954 |
| ---- | ---- | ---- | ---- | ---- | ---- | ---- | ---- | ---- |
| 862  | 874  | 814  | 712  | 684  | 710  | 706  | 630  | 613  |

| 1962 | 1968 | 1975 | 1982 | 1990 | 1999 | 2004 | 2006 | 2009 |
| ---- | ---- | ---- | ---- | ---- | ---- | ---- | ---- | ---- |
| 682  | 625  | 732  | 722  | 853  | 898  | 934  | 946  | 963  |

| 2014 | 2019 | 2022 | - | - | - | - | - | - |
| ---- | ---- | ---- | - | - | - | - | - | - |
| 974  | 934  | 947  | - | - | - | - | - | - |

## Économie

### Emploi
En 2015, parmi la population communale comprise entre 15 et 64 ans, les actifs représentent 376 personnes, soit 38,6 % de la population municipale. Le nombre de chômeurs (46) a diminué par rapport à 2010 (51) et le taux de chômage de cette population active s'établit à 12,2 %.

### Établissements
Au 31 décembre 2015 la commune compte 78 établissements, dont quarante-trois au niveau des commerces, transports ou services, treize dans la construction, dix relatifs au secteur administratif, à l'enseignement, à la santé ou à l'action sociale, huit dans l'industrie, et quatre dans l'agriculture, la sylviculture ou la pêche.

### Entreprises

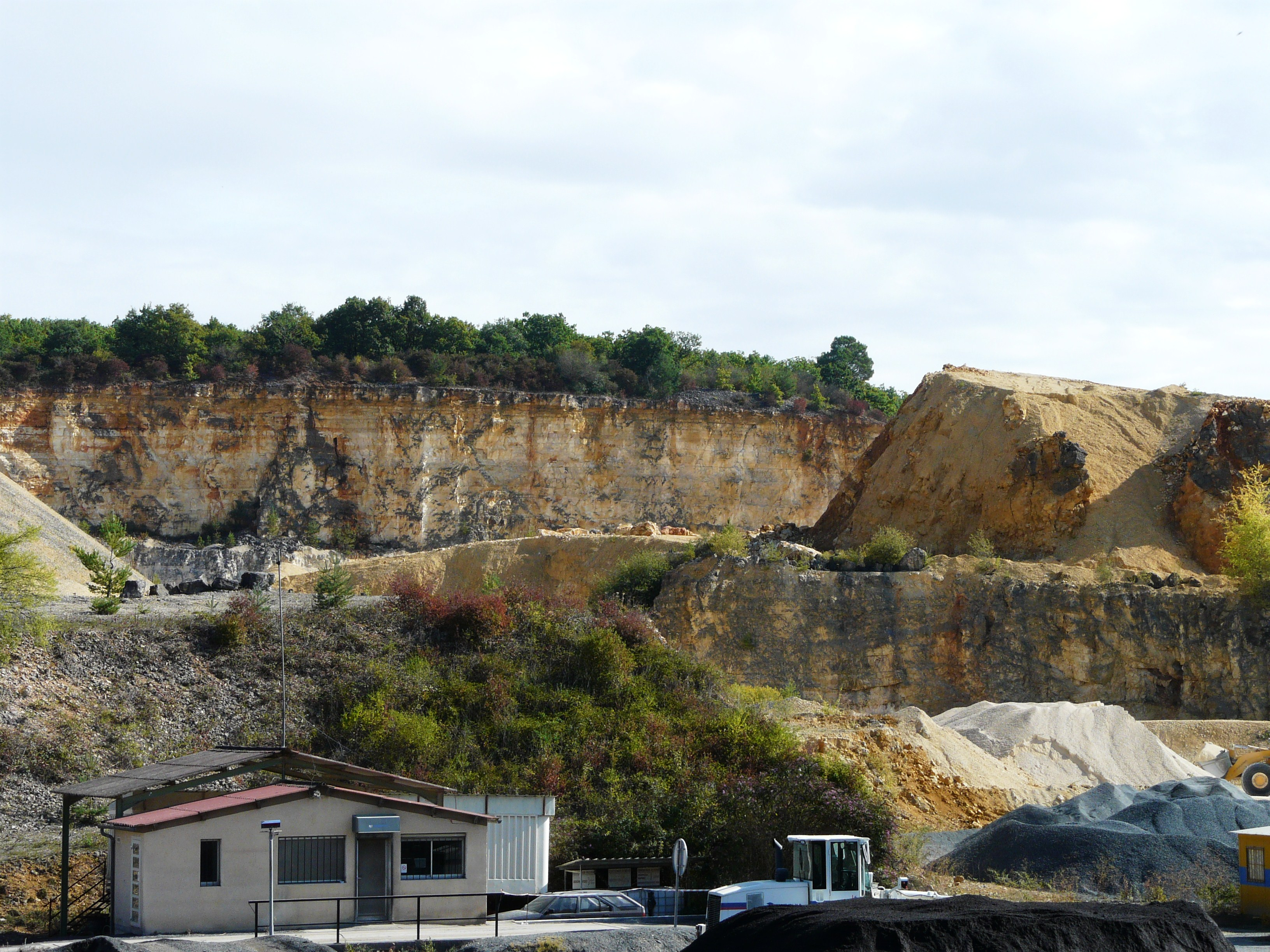
La carrière de calcaire.

Dans le secteur du BTP, parmi les entreprises dont le siège social est en Dordogne, la société « Seca SN » (construction d'autres bâtiments) implantée à Savignac-les-Églises se classe en 42e position quant au chiffre d'affaires hors taxes en 2015-2016, avec 2 775 k€.
- École de Savignac : école supérieure de management, spécialisée dans l'hôtellerie, la restauration et le tourisme[79], ouverte en novembre 1988[80]. Dans son secteur d'activité, elle est classée 1re au niveau national et 3e au niveau européen, derrière deux écoles suisses[81].
- Exploitation de calcaire sur une importante carrière pouvant traiter 500 000 tonnes par an[82] au nord-ouest du bourg, le long de la route départementale 68.
- Nombreuses entreprises du bâtiment : (maçonnerie, charpente, plomberie, ferronnerie, menuiserie).
- Commerces dans le bourg : alimentation, bar, boucherie, dépôts de pain, couturière, fleuriste, quincaillerie, repas à domicile, restaurant, salon de coiffure, tabac, traiteurs.
- Professionnels de la santé : médecin, infirmière, kinésithérapeute, pharmacie, socio-esthéticienne.
- Affichage sur panneaux.
- Marché le mardi matin sur la place de la Mairie. Tous commerces.
- Nombreux gîtes ruraux et chambres d'hôtes.

## Culture locale et patrimoine

### Lieux et monuments
- Ruines d'implantation et d'habitat gaulois sur la rive de l'Isle.
- Substruction d'un moulin du VIe siècle au « gué de la Peytelie ».
- Base de l'église paroissiale Saint-Martin datant du XIe siècle (pisé dans l'oratoire), église rebâtie lors des guerres de religion (vers 1570).
- Ruines et chœur de la chapelle Saint-Christophe du XIIe siècle au cœur d'un ancien cimetière déménagé en 1904 et devenu parc d'agrément. L'entrée dans le parc se fait en passant sous un bas-relief du XIIIe siècle représentant une crucifixion. Cette sculpture est classée monument historique au titre d'objet depuis 1954[83].
- Chapelle de la Peytelie du XVIIe siècle.
- Le monument aux morts est l'œuvre de Charles-Henri Pourquet. Anciennement situé devant l'école hôtelière de Savignac, perpendiculairement à la route départementale 705, il a été déplacé d'un peu plus de cent mètres vers le sud-ouest, du même côté de cette route et parallèlement à celle-ci. Il a été de inauguré à son nouvel emplacement le 11 novembre 2019[84].
- Nombreux cluzeaux et cabanes de pierre avec deux circuits de randonnée fléchés depuis la place de l'Église.
- Faune et flore du causse périgordin avec espèces autochtones d'orchidées.
- Jardin public avec coin pique-nique, jeux pour enfants et zone de baignade dans l'Isle, le long d'un chemin ombragé.

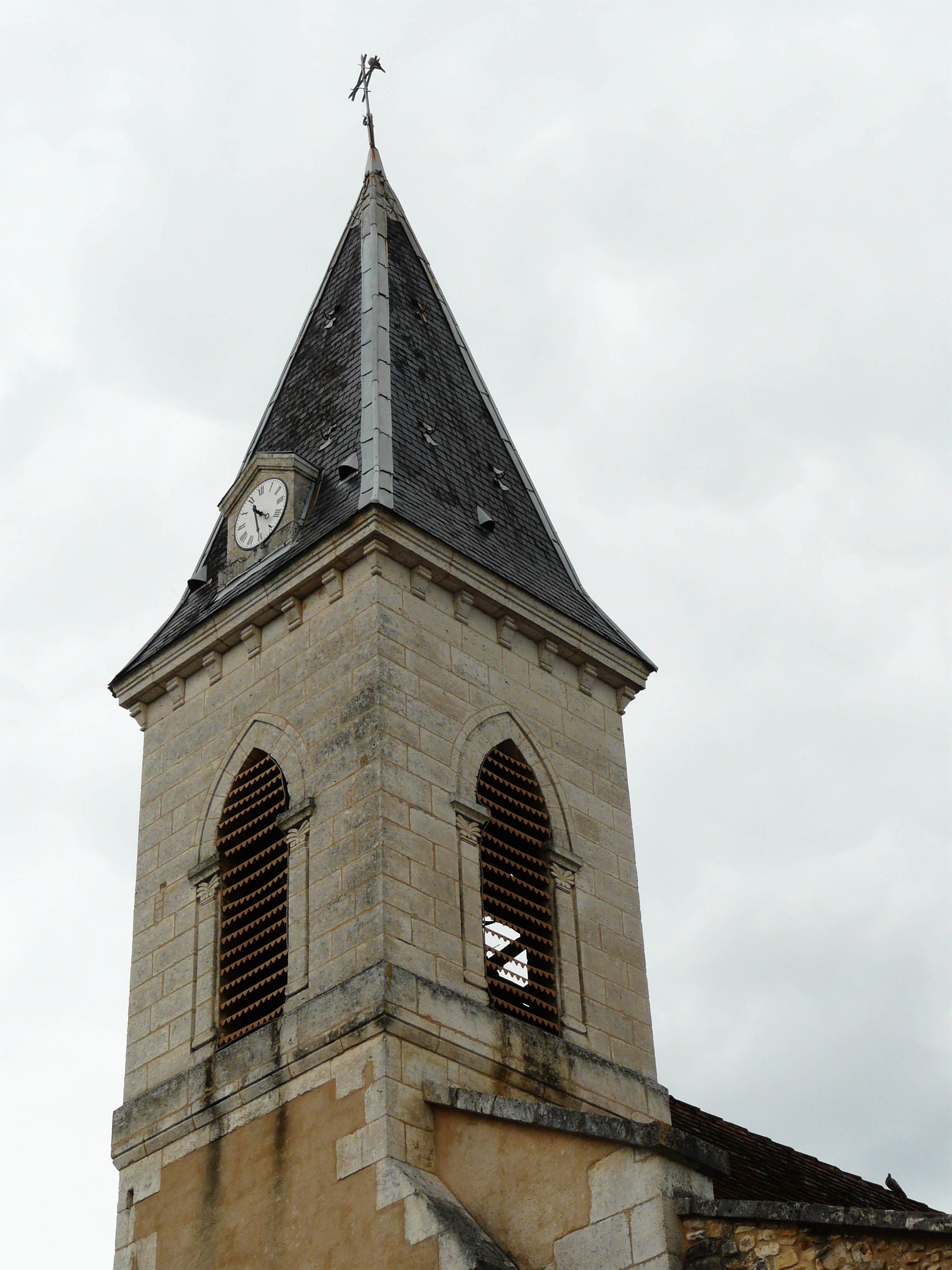
Le clocher de l'église Saint-Martin.
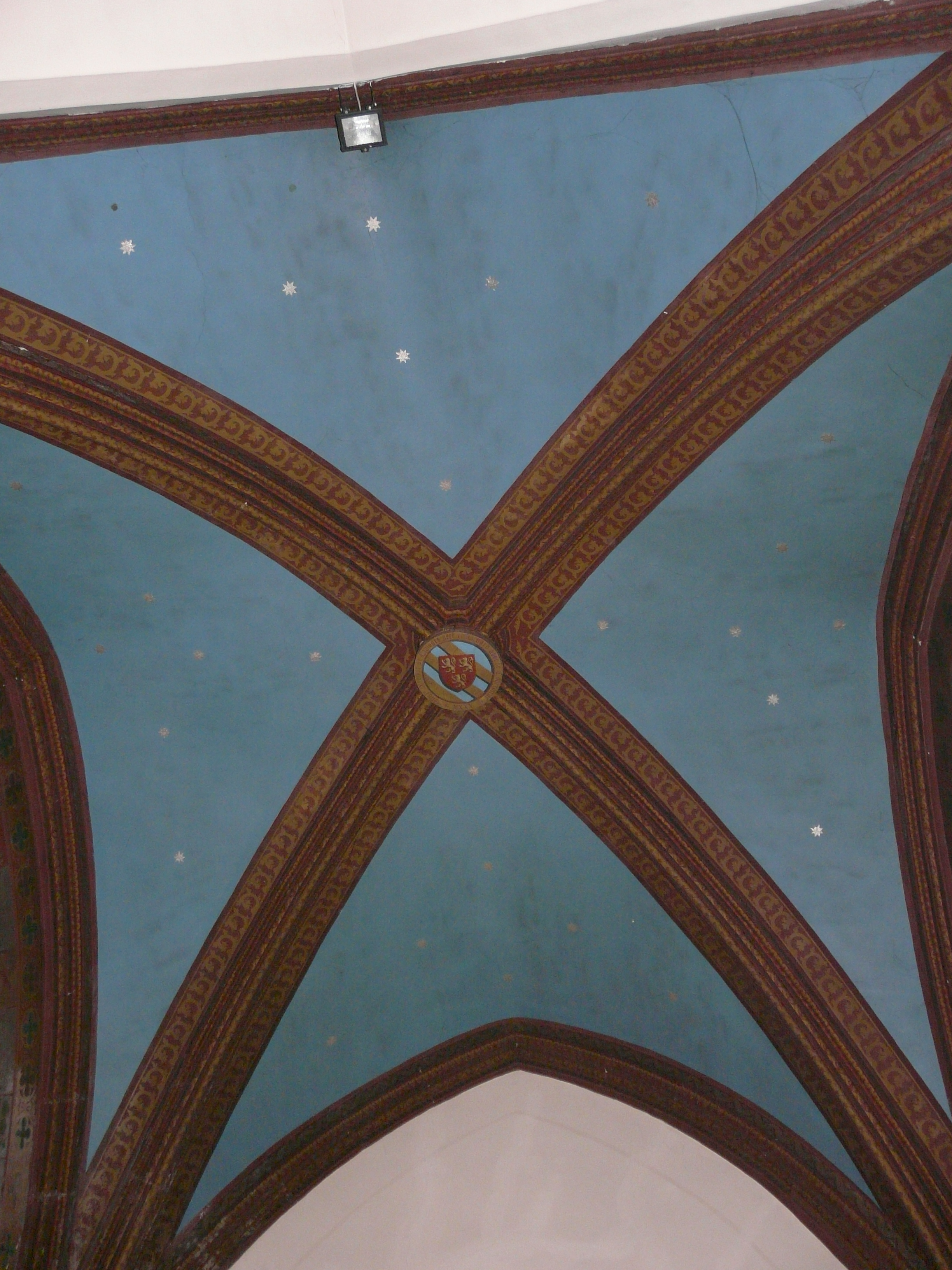
Le plafond du chœur de l'église.
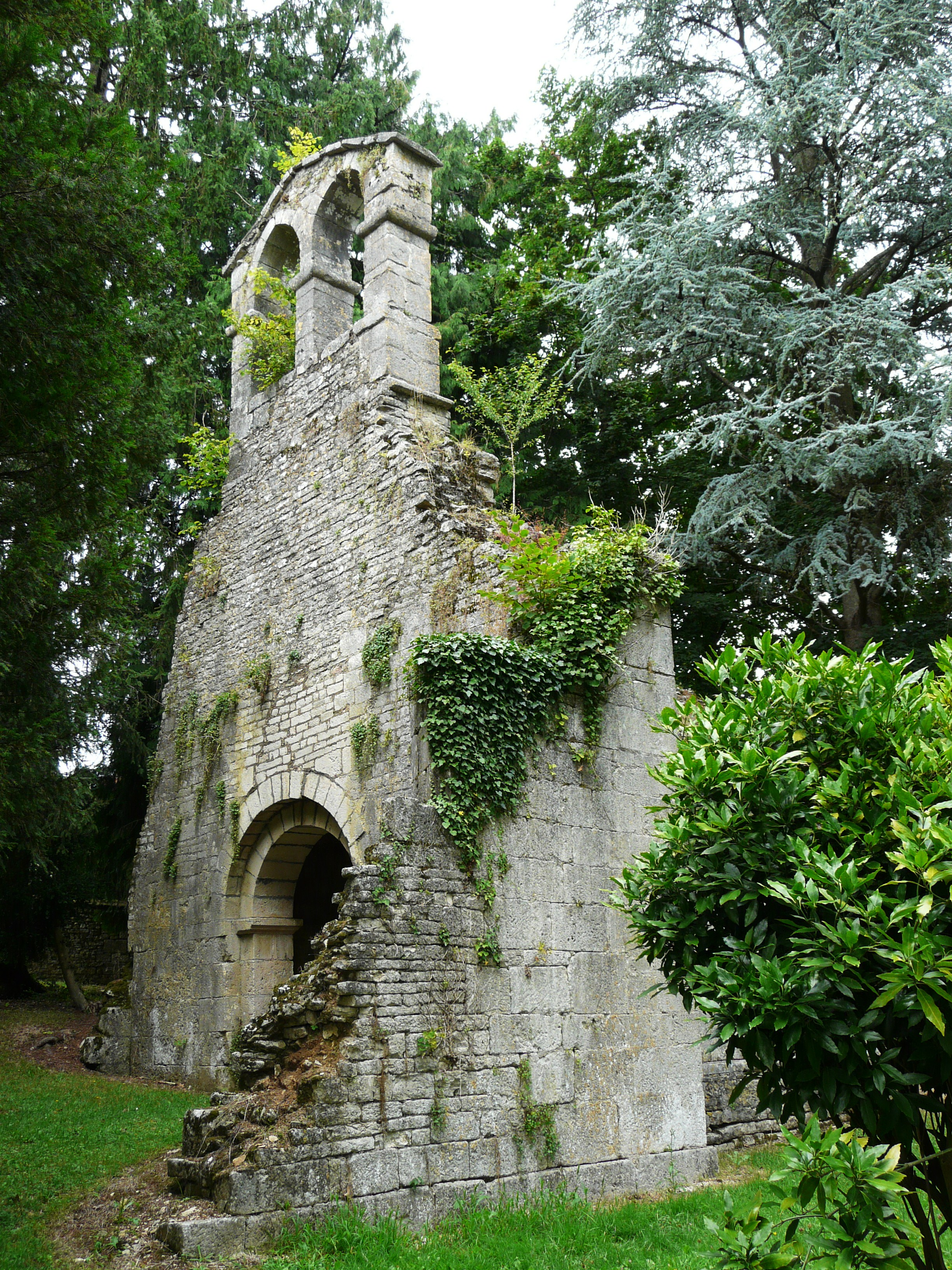
Les ruines de la chapelle Saint-Christophe.
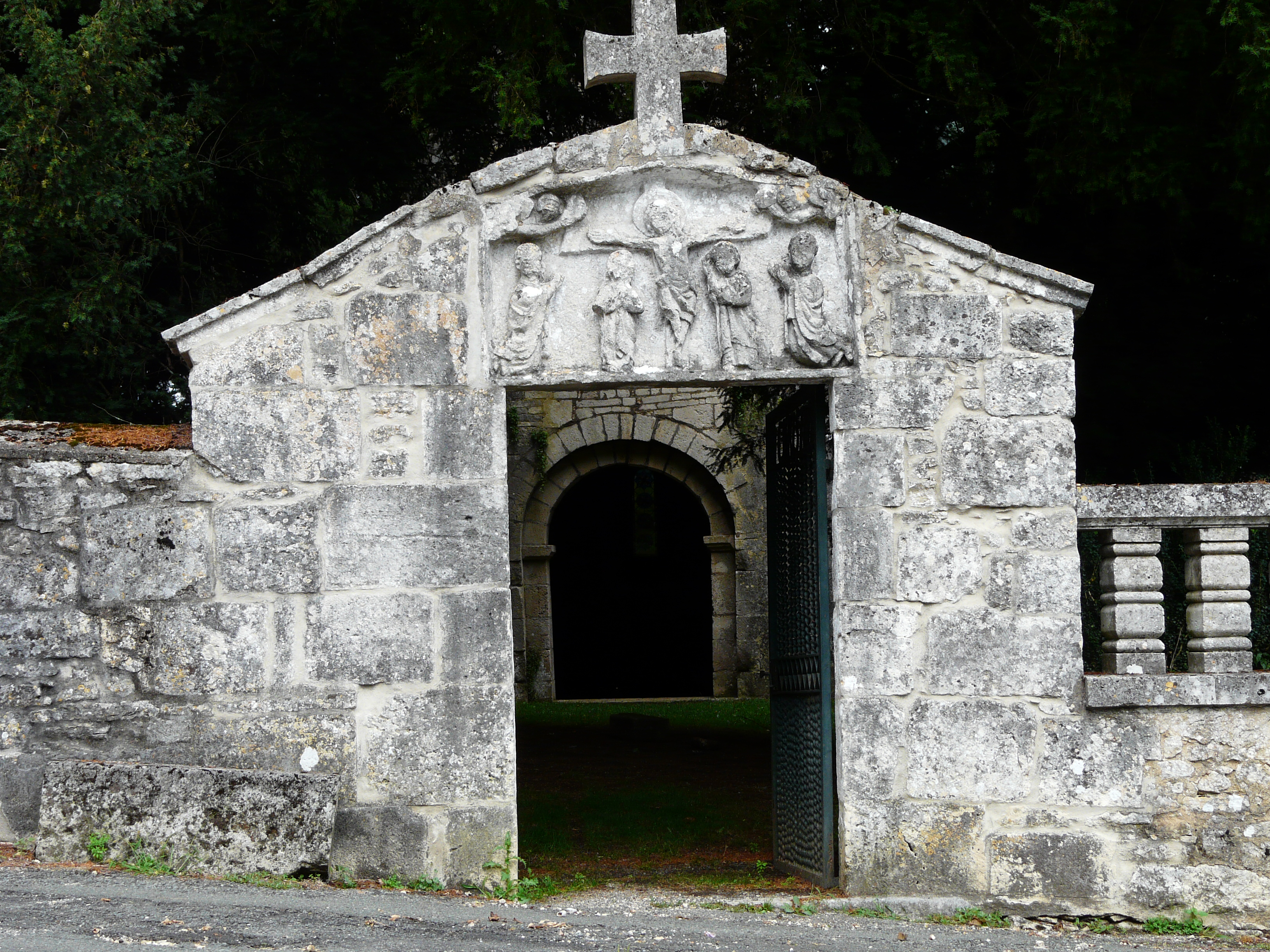
Le portail d'accès au jardin de la chapelle.

### Personnalités liées à la commune
Né à Savignac-les-Églises :
- Gaston Meyer, né le 1er mai 1905 et décédé le 12 février 1985 à Paris, journaliste sportif français et rédacteur en chef du quotidien sportif L'Équipe de 1954 à 1970.

Ils ont habité à Savignac-les-Églises :
- Élie du Chaylard (1816-1898), juge de paix à Savignac en 1849, puis juge à Sarlat, Périgueux, président du tribunal de Blaye, juge à Bordeaux et conseiller à la cour de Limoges[Quoi ?]. Chevalier de la Légion d'honneur en 1889[85]
- Raoul Rousset (1855-1938), bâtonnier du barreau de Paris de 1907 à 1909[86], fut maire de Savignac-les-Églises.
- Jean-René Sautier :  (1923-2012) Fondateur du groupe pharmaceutique Sanofi en 1973.
- Jean Loup d'Hondt : il a écrit des ouvrages sur la taxinomie zoologique dont Les invertébrés marins méconnus[87],[88]. Il est un des fondateurs avec Guy Delvert et Patrick Dupuis de l'Association Culturelle du Pays de Savignac qui a mis l'accent sur le patrimoine bâti et sur l'environnement. Son action a permis de révéler la présence de deux insectes autochtones : un névroptère, l'ascalaphe, ainsi qu'une variété de cétoine bleue. Un recensement des orchidées a été entrepris.
- Annie Herguido : écrivain local.

### Héraldique
| Armes de Savignac-les-Églises | Les armes de Savignac-les-Églises se blasonnent ainsi : « Tranché, au 1er, d'azur au portail d'église au clocher mur d'argent ouvert et maçonné de sable, au 2nd, de pourpre au portail d'église sommé d'un clocher couvert d'une flèche senestré d'un contre mur déclinant d'argent ouvert et maçonné de sable, au filet d'or brochant sur la partition. » |

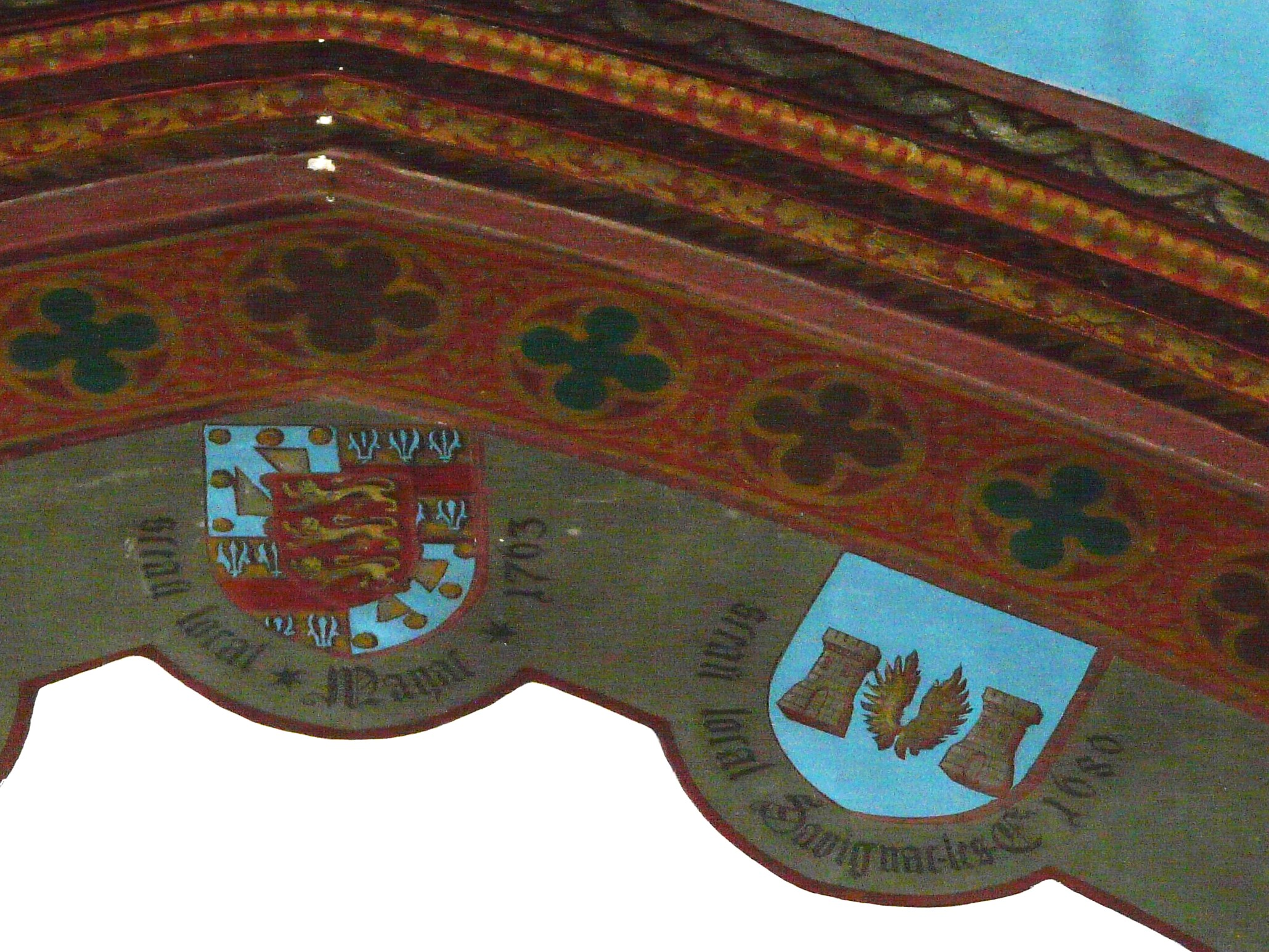
À droite, le blason de la famille du Chaylard.

Ce blason a été réalisé au cours du mandat du maire Jacques Mougnaud, la commune n'ayant pas d'armoiries historiques propres mises à part celles de ses seigneurs.
Une maxime était jointe sur le filet : Plaisance je fus, plaisante je reste. Celle-ci se référait à l'ouvrage Le Périgord illustré, écrit par l'Abbé Audierne, conservateur des monuments de la Dordogne, qui mentionnait que  « Plaisance » était l'ancien nom d'une partie du bourg.
Il est à noter que des héraldistes se sont offusqués de cette mode des armoiries jugées trop descriptives puisque les deux églises étaient citées dans le blasonnement.
Auparavant étaient souvent utilisées les armoiries de la famille du Chaylard qui se blasonnent ainsi : « d'azur, à deux tours rangées d'argent, maçonnées de sable ; en cœur, un vol d'émerillon d'or ». Ce blason est représenté dans le chœur de l'église Saint-Martin en septième position sur la gauche.

## Pour approfondir